# مصير يروى بالدم
مصير يُروى بالدم (بالفارسية: فال خون) هي رواية بقلم داود غفارزادكان عن ملازم وجندي عراقي في الحرب العراقية الإيرانية. تُعرف الرواية بأنها قصة حرب حديثة. اللغة الرئيسية للكتاب هي الفارسية التي نشرت عام 1996 عن شركة سوره مهر للنشر. ترجم محمد رضا قانون برور [الإنجليزية]، الأستاذ الفخري للغة الفارسية وآدابها في جامعة تكساس، الكتاب إلى اللغة الإنجليزية في عام 2008، ونشره مركز دراسات الشرق الأوسط في جامعة تكساس في أوستن. يتمتع مركز دراسات الشرق الأوسط بخبرة تزيد عن 20 عامًا، وقد نشر العديد من الكتب الأدبية المترجمة من الشرق الأوسط. حصل الكتاب على جائزة في مهرجان "ربع قرن من كتب الدفاع المقدس" عن فئة الرواية (والتي ضمت حوالي 700 كتاب).

## القصة
هي رواية عن جنديين عراقيين في الحرب العراقية الإيرانية. هناك خلافات بينهما ولكن الحرب دمرت حياتهما. يتم إرسال ملازم وجندي عراقي إلى الجبل للتعرف على التحركات والمنشآت الإيرانية. كان وضعهم على الجبل آمنًا نسبيًا حيث كانوا محاطين بالثلوج في مخبأ، ولهذا السبب، لم يشعروا بالقلق أو الخوف. كان لديهم العديد من المجلات في خندقهم لإبعادهم عن الملل وإبعاد أفكار الموت جانبًا. وبعد يوم واحد من تواجدهم في المعسكر بعد وقت وجبة الغداء، تصيبهم أحداث دامية.

## مؤلف
داود غفارزادكان، مدرس وكاتب إيراني، ولد عام 1959 في أردبيل. كتب، ونشر أكثر من خمس وعشرين مجموعة قصصية ورواية للكبار والمراهقين. وترجمت قصصه إلى الإنجليزية والصينية والتركية والعربية. في روايته هذه كتبها من وجهة نظر عراقية وشدد على دور الإنسان في الحرب.

## الجوائز
في 27 سبتمبر 2009، فازت الرواية بجائزة مهرجان "ربع قرن من كتب الدفاع المقدس" في فئة الرواية. واختير الكتاب من بين 700 كتاب في المهرجان.